# Kalliolampi
Kalliolampi är en sjö i kommunen Ranua i landskapet Lappland i Finland. Sjön ligger 157,6 meter över havet. Arean är 50 hektar och strandlinjen är 3,07 kilometer lång. Sjön  ingår i Simo älvs huvudavrinningsområde.   Den ligger omkring 75 kilometer sydöst om Rovaniemi och omkring 650 kilometer norr om Helsingfors. 